# Caligula arisana
Caligula arisana är en fjärilsart som beskrevs av Tokuichi Shiraki. Caligula arisana ingår i släktet Caligula och familjen påfågelsspinnare. Inga underarter finns listade i Catalogue of Life.